# La Llobeta
La Llobeta és un edifici del municipi d'Aiguafreda (Osona) que forma part de l'Inventari del Patrimoni Arquitectònic de Catalunya. Es troba molt a prop de la capella de la Llobeta i el Convent de la Llobeta.

## Descripció
Actualment és molt difícil saber com era la planta de la casa, per les ampliacions i annexos afegits que no formen part de la masoveria, d'aspecte més aviat rònec. Té la porta d'entrada en un dels cossos laterals d'un sol pis, d'afegiment posterior. Al costat se situa el cos de l'edifici, de dimensions més grosses, que consta de planta baixa i dos pisos, cobert amb teulada a dues vessants.

## Història
La primera notícia que es té de la masoveria és del capbreu del 1403 i el propietari era Francesc Llobeta. Per successius capbreus sabem que va anar passant de pares a fills fins a Benito Llobeta, que el va vendre l'any 1848 a Ramon Pi. A finals del segle passat es van construir edificis annexos per a estiuejants.